# Wimbledon Championships 1959
Die 73. Auflage der Wimbledon Championships fand 1959 auf dem Gelände des All England Lawn Tennis and Croquet Club an der Church Road statt.
In diesem Jahr wurde die Renovierung des Dachs über dem Zuschauerbereich des Center Courts fertiggestellt.

## Herreneinzel
Alex Olmedo gewann als erster und bisher einziger Peruaner den Einzeltitel in Wimbledon. Im Finale schlug er Rod Laver in drei Sätzen.

## Dameneinzel
Bei den Damen war die Brasilianerin Maria Bueno siegreich.

## Herrendoppel
Roy Emerson und Neale Fraser setzten sich im Herrendoppel durch.  

## Damendoppel
Im Damendoppel gewannen Jeanne Arth und Darlene Hard den Titel.

## Mixed
Im Mixed siegten Darlene Hard und Rod Laver.

## Quelle
- J. Barrett: Wimbledon: The Official History of the Championships. Harper Collins Publishers, London 2001, ISBN 0-00-711707-8.